# Ян Голіан
Ян Голіан (словац. Ján Golian, 26 січня 1906, Домбовар — 1945, Флоссенбург) — словацький військовий діяч, бригадний генерал. Відомий як один з організаторів та військовий керівник Словацького національного повстання 1944 року. 

## Військова кар'єра
1927 року закінчив Військову академію у місті Границі-на-Мораві, отримавши чин поручника артилерії чехословацької армії. Згодом навчався у Вищій військовій школі у Празі. 3 травня 1938 року був прикомандированим до штабу 10-ї дивізії, розташовуваної у Банській Бистриці. 
З розпадом Чехословаччини продовжив службу у війську новоствореної Першої Словацької республіки. З грудня 1939 року — майор Генерального штабу словацької армії. Пізніше брав участь у Другій Світовій війні, воюючи у складі Швидкої дивізії на Східному фронті на території СРСР. Саме з цим періодом біографії Голіана пов'язують його розчарування політикою тодішнього словацького уряду та налагодження перших контактів з представникам радянського партизанського руху.

## Словацьке національне повстання
Повернувшись зі Східного фронту до Словаччини Голіан налагодив зв'язки з представникам внутрішнього руху спротиву, який керувався урядом Чехословаччини у вигнанні, очолюваним колишнім президентом країни Едуардом Бенешом. У січні 1944 року очолив штаб Командування сухопутних військ Словаччини, що розташовувався у Банській Бистриці. Сформував навколо себе осередок словацьких офіцерів, налаштованих проти керівного режиму Йозефа Тисо та розробив план збройного повстання. Навесні 1944 року отримав повноваження від чехословацького уряду у вигнанні та Словацької національної ради (внутрішнього центру спротиву у Словаччині) очолити підготовку до збройного повстання.
Наприкінці серпня 1944 року, у відповідь на звернення по допомогу від словацького уряду, для боротьби з партизанським рухом, що значно активізувався у Словаччині, на територію країни увійшли армійські та поліційні підрозділи німецького війська. 29 серпня Ян Голіан видав наказ підрозділам словацької армії чинити збройний опір наступаючим німецьким частинам. До повстання приєдналася більшість словацьких військ, розташованих у центральній частині країни. Водночас, командування найбоєздатнішого Східнословацького корпусу, що складався з двох дивізій, розташованих у Пряшові, на сході країни, не віддало своєчасного наказу приєднатися до повстання, і цей підрозділ був врешті-решт роззброєний німецькими військами.
Повсталі словацькі військові частини отримали назву Перша чехословацька армія у Словаччині, що підкреслювало мету збройної боротьби — відновлення об'єднаної незалежної Чехословаччини. 1 вересня 1944 року Голіан був призначений командувачем цієї армії та отримав чин полковника, а вже 5 вересня — чин бригадного генерала. Командував військовими діями повстанців до 7 жовтня 1944 року, коли командування перебрав на себе представник уряду Чехословаччини у вигнані генерал Рудольф Вієст, по тому був заступником Вієста. Із захопленням німецькими військами Банської Бистриці, центру повстання, наприкінці жовтня Голіан спільно з Вієстом віддав наказ залишкам повстанців відходити в гори та продовжувати партизанську війну.
3 листопада 1944 обидва військові керівники повстання Голіан та Вієст були схоплені та доправлені до Братислави, а згодом до Берліна, де були засуджені до страти. Страчені у 1945 році у концентраційному таборі Флоссенбург.